# Rettenbach (Günzburg)
Rettenbach is een plaats in de Duitse deelstaat Beieren, en maakt deel uit van het Landkreis Günzburg.
Rettenbach telt 1.684 inwoners.
Aichen ·
Aletshausen ·
Balzhausen ·
Bibertal ·
Breitenthal ·
Bubesheim ·
Burgau ·
Burtenbach ·
Deisenhausen ·
Dürrlauingen ·
Ebershausen ·
Ellzee ·
Gundremmingen ·
Günzburg ·
Haldenwang ·
Ichenhausen ·
Jettingen-Scheppach ·
Kammeltal ·
Kötz ·
Krumbach ·
Landensberg ·
Leipheim ·
Münsterhausen ·
Neuburg a.d.Kammel ·
Offingen ·
Rettenbach ·
Röfingen ·
Thannhausen ·
Ursberg ·
Waldstetten ·
Waltenhausen ·
Wiesenbach ·
Winterbach ·
Ziemetshausen